# Pinacoteca

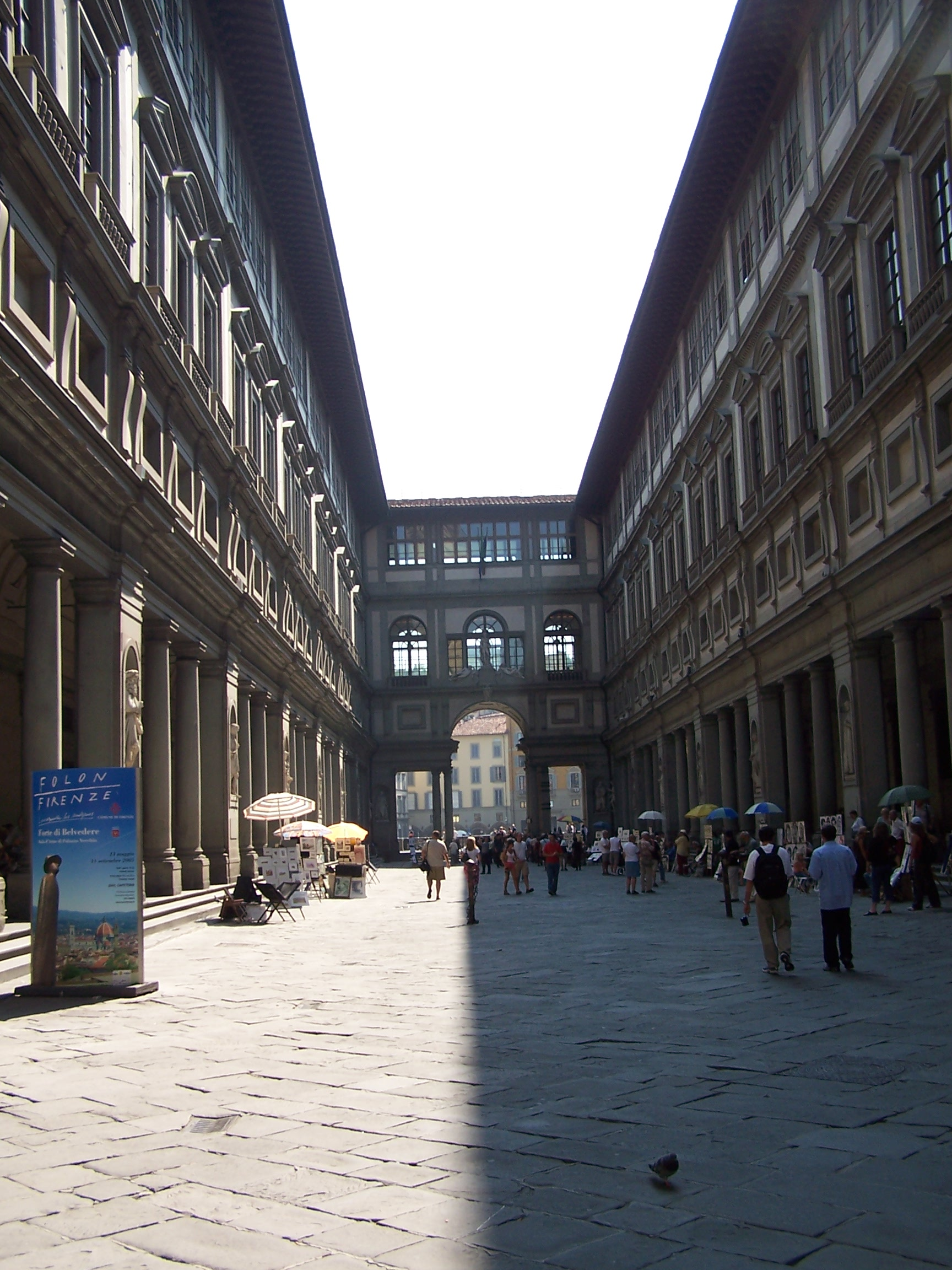
Galleria degli Uffizi a Firenze, una delle pinacoteche più importanti del mondo

La pinacoteca (dal greco πίναξ, pinax: "quadro" e θήκη, théke: "scrigno", "ripostiglio") è il luogo in cui sono conservate, tutelate e offerte alla pubblica fruizione opere d'arte dipinte.
Il termine, come detto, trae origine dal greco πίναξ, ed è indicato da diverse fonti come qualsiasi supporto piano sul quale scrivere ma anche dipingere immagini per lo più di carattere votivo. Nell'antichità classica tavolette votive venivano appese sulle immagini delle divinità nei santuari o sugli alberi sacri, ma anche nelle abitazioni. Fonti antiche indicano nella pinacotheca il luogo di esposizione di tavolette di carattere religioso. Ad Atene una famosa pinacoteca si trovava in una grande sala attigua all'ala sinistra dei Propilei dell'Acropoli.